# 原一樹
原 一樹（はら かずき、1985年1月5日 - ）は、千葉県松戸市出身の元サッカー選手。ポジションはフォワード。

## 来歴
小学3年生でサッカーを始め、同6年時に、自宅の近所にあった船橋市立船橋高等学校が第75回全国高等学校サッカー選手権大会で優勝したのを期に「自分も市立船橋高で10番をつける!」という夢を持つが、受験の際はサッカー推薦、一般推薦ともに受からず、一般入試で合格する。サッカー部では1年生2年生時には全く公式戦に出られなかったが、3年生になり徐々に頭角を現し、第81回全国高等学校サッカー選手権大会では、前記の夢の通り背番号10番をつけ優勝を経験、同大会の優秀選手にも選ばれた。当時のチームメイトに青木良太、大久保裕樹、小宮山尊信、小川佳純、1学年後輩に増嶋竜也、カレン・ロバート、鈴木修人、佐藤優也がいる。同年、千葉県選抜として国体に出場し、近藤祐介との2トップで 優勝。
卒業後、駒澤大学へ進学し体育会サッカー部に入部。同期には2010年までチームメイトだった廣井友信と元名古屋グランパスの巻佑樹などがいた。2003年と2004年に総理大臣杯全日本大学サッカートーナメントを連覇した他、2003年（大邱）、2005年（イズミル）の二度、ユニバーシアードで優勝、2004年、2005年、2006年の全日本大学サッカー選手権大会を三連覇、2005年の関東大学リーグ優勝など数々の実績を持つ。特に2005年の全日本大学サッカー選手権ではMVP、ベストFW賞を受賞している 。
2007年に清水エスパルスへ入団。5月9日のナビスコ杯大宮アルディージャ戦で公式戦初出場し、12月8日に行われた天皇杯5回戦、横浜F・マリノス戦で初得点と初アシストを決めた。2008年5月3日のジュビロ磐田戦でリーグ戦初得点、5月25日のナビスコ杯磐田戦でカップ戦初得点を決めた。9月29日に母が死去した直後の10月4日に行われたFC東京戦で先発しゴールを決めた。2008年はリーグ戦27試合に出場し、チーム3位となる6得点を挙げた。長友佑都（FC東京）や小川佳純（名古屋）と共に優秀新人賞を受賞した。2009年は背番号を11に変更した。
2011年、浦和レッズへ完全移籍 するも出場機会にあまり恵まれず、翌2012年に京都サンガF.C.へ期限付き移籍。2013年には完全移籍 となり、12得点を挙げチーム得点王。
しかしシーズン終了後、契約満了となり京都を退団 となり、かつて京都にも関わった柱谷幸一に誘われギラヴァンツ北九州へ移籍。3年間の在籍期間中当時J2にあったチームの得点源として活躍し、2015年には自己最高記録となる年間13ゴールを挙げ、翌2016年には、第36節対カマタマーレ讃岐戦において、プロ入り後公式戦初のハットトリックを達成、同時に前年の年間ゴール数記録を上回る自己最高記録となった。
だがチーム自体はJ3へ降格し柱谷も監督を辞任。2016年12月14日、讃岐への完全移籍が発表された。クラブを通じたコメントの中で京都退団の際には現役引退も覚悟したことを初めて明かし、退団理由として前述の降格と柱谷退団を挙げた上で、北九州での3年間があったから移籍オファーがあったとして北九州へ感謝の意を示している。
2019年より、ロアッソ熊本へ完全移籍。加入の理由については「憧れだった北嶋秀朗さんがコーチを務めていたことが大きかった」と語っている。途中出場が多いながらも7得点を記録したが、12月6日にロアッソ熊本より契約満了が発表された。
2020年より、関西サッカーリーグ1部のおこしやす京都ACへ完全移籍。
2021年9月29日、現役引退を表明。

## 特徴・評価
スピードを活かして前線へ突破するタイプ。
フリーキックも得意としている。

## 所属クラブ
- まつひだいSC (松戸市立高木第二小学校)
- 1997年 - 1999年 クラッキス松戸 (松戸市立第四中学校)
- 2000年 - 2002年 市立船橋高校
- 2003年 - 2006年 駒澤大学
- 2007年 - 2010年  清水エスパルス
- 2011年 - 2012年  浦和レッドダイヤモンズ
  - 2012年  京都サンガF.C. (期限付き移籍)
- 2013年  京都サンガF.C.
- 2014年 - 2016年  ギラヴァンツ北九州
- 2017年 - 2018年  カマタマーレ讃岐
- 2019年  ロアッソ熊本
- 2020年 - 2021年  おこしやす京都AC

## 個人成績
| 国内大会個人成績 | 国内大会個人成績 | 国内大会個人成績 | 国内大会個人成績 | 国内大会個人成績 | 国内大会個人成績 | 国内大会個人成績 | 国内大会個人成績 | 国内大会個人成績 | 国内大会個人成績 | 国内大会個人成績 | 国内大会個人成績 |
| 年度             | クラブ           | 背番号           | リーグ           | リーグ戦         | リーグ戦         | リーグ杯         | リーグ杯         | オープン杯       | オープン杯       | 期間通算         | 期間通算         |
| 年度             | クラブ           | 背番号           | リーグ           | 出場             | 得点             | 出場             | 得点             | 出場             | 得点             | 出場             | 得点             |
| 日本             | 日本             | 日本             | 日本             | リーグ戦         | リーグ戦         | リーグ杯         | リーグ杯         | 天皇杯           | 天皇杯           | 期間通算         | 期間通算         |
| ---------------- | ---------------- | ---------------- | ---------------- | ---------------- | ---------------- | ---------------- | ---------------- | ---------------- | ---------------- | ---------------- | ---------------- |
| 2007             | 清水             | 19               | J1               | 1                | 0                | 1                | 0                | 2                | 1                | 4                | 1                |
| 2008             | 清水             | 19               | J1               | 26               | 6                | 9                | 1                | 3                | 1                | 38               | 8                |
| 2009             | 清水             | 11               | J1               | 25               | 3                | 8                | 2                | 3                | 2                | 36               | 7                |
| 2010             | 清水             | 11               | J1               | 10               | 2                | 9                | 2                | 3                | 2                | 22               | 6                |
| 2011             | 浦和             | 21               | J1               | 10               | 0                | 1                | 0                | 4                | 4                | 15               | 4                |
| 2012             | 京都             | 11               | J2               | 26               | 6                | -                | -                | 1                | 0                | 27               | 6                |
| 2013             | 京都             | 11               | J2               | 27               | 12               | -                | -                | 0                | 0                | 27               | 12               |
| 2014             | 北九州           | 9                | J2               | 42               | 7                | -                | -                | 4                | 2                | 46               | 9                |
| 2015             | 北九州           | 9                | J2               | 41               | 13               | -                | -                | 2                | 1                | 43               | 14               |
| 2016             | 北九州           | 9                | J2               | 33               | 16               | -                | -                | 2                | 0                | 35               | 16               |
| 2017             | 讃岐             | 20               | J2               | 31               | 7                | -                | -                | 0                | 0                | 31               | 7                |
| 2018             | 讃岐             | 20               | J2               | 35               | 8                | -                | -                | 1                | 0                | 36               | 8                |
| 2019             | 熊本             | 9                | J3               | 20               | 7                | -                | -                | 0                | 0                | 20               | 7                |
| 2020             | お京都           | 9                | 関西1部          | 5                | 1                | -                | -                | 0                | 0                | 5                | 1                |
| 2021             | お京都           | 10               | 関西1部          | 6                | 2                | -                | -                | 2                | 0                | 8                | 2                |
| 通算             | 日本             | 日本             | J1               | 72               | 11               | 28               | 5                | 15               | 10               | 151              | 34               |
| 通算             | 日本             | 日本             | J2               | 235              | 69               | -                | -                | 10               | 3                | 209              | 64               |
| 通算             | 日本             | 日本             | J3               | 20               | 7                | -                | -                | 0                | 0                | 20               | 7                |
| 通算             | 日本             | 日本             | 関西1部          | 11               | 3                | -                | -                | 2                | 0                | 13               | 3                |
| 総通算           | 総通算           | 総通算           | 総通算           | 338              | 90               | 28               | 5                | 27               | 13               | 373              | 108              |

その他の公式戦
- 2012年
  - J1昇格プレーオフ 1試合0得点
- 2013年
  - J1昇格プレーオフ 1試合0得点
- 2019年
  - KFA 第23回熊本県サッカー選手権大会(2019.5.12)　1試合1得点
- 公式戦初出場 - 2007年5月9日 ナビスコ杯グループリーグ 大宮アルディージャ戦 (駒場)
- 公式戦初得点 - 2007年12月8日 天皇杯5回戦 横浜F・マリノス戦 (桃太郎スタジアム)
- Jリーグ初出場 - 2007年12月1日 J1第34節 鹿島アントラーズ戦 (カシマ)
- Jリーグ初得点 - 2008年5月3日 J1第10節 ジュビロ磐田戦 (日本平)

## タイトル

### クラブ
市立船橋高校
- 全国高等学校サッカー選手権大会：1回（2002年）

駒澤大学
- 全日本大学サッカー選手権大会：3回（2004年、2005年、2006年）
- 総理大臣杯全日本大学サッカートーナメント：2回（2003年、2004年）
- 関東大学サッカーリーグ戦1部：2回（2003年、2005年）

### 代表
ユニバーシアード日本代表
- ユニバーシアード：2回（2003年、2005年）

### 個人
- 全国高等学校サッカー選手権大会 優秀選手：1回（2002年）